# Landesliga Niedersachsen 1948/49
Die Saison 1948/49 der Landesliga Niedersachsen war die zweite Saison der höchsten niedersächsischen Amateurliga im Fußball. Sie nahm bis dahin die zweithöchste Ebene im deutschen Ligensystem ein. Ein Meister wurde nicht ausgespielt. Für die Aufstiegsrunde zur Oberliga Nord qualifizierten sich der VfB Oldenburg und der SV Linden 07, wobei sich die Oldenburger durchsetzen konnten. Aus der Oberliga Nord stieg wegen deren Aufstockung keine Mannschaft ab, somit auch nicht Göttingen 05 in die Amateur(ober)liga Niedersachsen.
Im Sommer 1949 erfolgte eine umfassende Ligareform. Die Amateuroberliga Niedersachsen wurde als neue höchste niedersächsische Amateurliga eingeführt (aber erst ab 1950 so genannt). Nach ersten Überlegungen hatten sich die ersten sechs Mannschaften aus den Staffeln Braunschweig, Hannover-Heide, Hildesheim und Weser/Ems für die neue Liga qualifizieren sollen. Die Entscheidung, diese zweigleisig einzurichten, traf aber erst ein außerordentlicher Verbandstag des NFV am 30./31. Juli 1949, nachdem er eine dreigleisige Lösung debattiert und abgelehnt hatte. Die endgültige Zahl der qualifizierten Vereine stand erst Wochen danach fest, weil lange unklar war, welche Vereine aus dem Bremer Fußball-Verband und anderen Nachbargebieten hinzukommen würden. Letztendlich wurde die neue Liga auf 34 Vereine aufgestockt, so dass die Tabellensiebten ebenfalls qualifiziert waren. Zahlreiche ausgetragene Entscheidungsspiele wurden dadurch bedeutungslos. Die Vereine aus Bremen und Bremerhaven bildeten zur neuen Saison die endgültig eigenständige Amateurliga Bremen.

## Tabellen

### Braunschweig
| Pl.               | Verein                | Sp. | S  | U | N  | Tore    | Quote | Punkte |
| ----------------- | --------------------- | --- | -- | - | -- | ------- | ----- | ------ |
| 1.                | Rot-Weiß Braunschweig | 22  | 13 | 4 | 5  | 053:280 | 1,89  | 30:14  |
| 2.                | TSV Goslar 08         | 22  | 14 | 2 | 6  | 064:380 | 1,68  | 30:14  |
| 3.                | MTV Braunschweig      | 22  | 13 | 3 | 6  | 065:490 | 1,33  | 29:15  |
| 4.                | VfL Wolfsburg (N)     | 22  | 13 | 2 | 7  | 067:330 | 2,03  | 28:16  |
| 5.                | FC Schöningen 08 (N)  | 22  | 11 | 3 | 8  | 057:470 | 1,21  | 25:19  |
| 6.                | Wolfenbütteler SV     | 22  | 12 | 0 | 10 | 057:470 | 1,21  | 24:20  |
| 7.                | Helmstedter SV        | 22  | 10 | 4 | 8  | 043:420 | 1,02  | 24:20  |
| 8.                | SV Vienenburg         | 22  | 8  | 4 | 10 | 048:580 | 0,83  | 20:24  |
| 9.                | VfL Seesen (N)        | 22  | 9  | 0 | 13 | 038:550 | 0,69  | 18:26  |
| 10.               | Spfr. Salzgitter (N)  | 22  | 7  | 2 | 13 | 030:370 | 0,81  | 16:28  |
| 11.               | SSV Vorsfelde         | 22  | 5  | 3 | 14 | 031:690 | 0,45  | 13:31  |
| 12.               | SV Gifhorn (N)        | 22  | 3  | 1 | 18 | 033:760 | 0,43  | 07:37  |
| Stand: Saisonende |                       |     |    |   |    |         |       |        |

#### Entscheidungsspiel um Platz eins
Die punktgleichen Mannschaften von Rot-Weiß Braunschweig und dem TSV Goslar 08 ermittelten in einem Entscheidungsspiel den Meister der Staffel Braunschweig. Das Spiel fand am 6. Juni 1949 in Braunschweig statt.
|                       | Ergebnis |               |
| --------------------- | -------- | ------------- |
| Rot-Weiß Braunschweig | 2:1      | TSV Goslar 08 |

#### Entscheidungsspiel um Platz sechs
Die punktgleichen Mannschaften aus Wolfenbüttel und Helmstedt ermittelten in einem Entscheidungsspiel den Sechsten der Staffel Braunschweig, der sich nach den ursprünglichen Plänen für die Amateuroberliga Niedersachsen qualifizierte. Das Spiel fand am 12. Juni 1949 in Braunschweig statt. Durch die nachträgliche Aufstockung der Amateuroberliga wurde das Spiel bedeutungslos.
|                   | Ergebnis |                |
| ----------------- | -------- | -------------- |
| Wolfenbütteler SV | 2:1      | Helmstedter SV |

### Hannover-Heide
| Pl.               | Verein             | Sp. | S  | U | N  | Tore    | Quote | Punkte |
| ----------------- | ------------------ | --- | -- | - | -- | ------- | ----- | ------ |
| 1.                | SV Linden 07       | 20  | 17 | 1 | 2  | 063:240 | 2,63  | 35:50  |
| 2.                | TuS Celle          | 20  | 13 | 3 | 4  | 072:320 | 2,25  | 29:11  |
| 3.                | Teutonia Uelzen    | 20  | 12 | 2 | 6  | 058:230 | 2,52  | 26:14  |
| 4.                | Hannoverscher SC   | 20  | 9  | 4 | 7  | 047:420 | 1,12  | 22:18  |
| 5.                | TuS Seelze         | 20  | 8  | 5 | 7  | 046:440 | 1,05  | 21:19  |
| 6.                | SV Limmer 1910     | 20  | 7  | 5 | 8  | 040:640 | 0,63  | 19:21  |
| 7.                | SV Munster         | 20  | 8  | 3 | 9  | 039:490 | 0,80  | 19:21  |
| 8.                | ATSV Nienburg      | 20  | 7  | 4 | 9  | 045:400 | 1,13  | 18:22  |
| 9.                | TuS Kleefeld       | 20  | 5  | 6 | 9  | 031:430 | 0,72  | 16:24  |
| 10.               | VSK Stadthagen (N) | 20  | 4  | 3 | 13 | 028:580 | 0,48  | 11:29  |
| 11.               | SV Letter 05 (N)   | 20  | 0  | 4 | 16 | 023:730 | 0,32  | 04:36  |
| 12.               | Hannover 96 (A)    | 0   | 0  | 0 | 0  | 000:000 | 1,00  | 0:0    |
| Stand: Saisonende |                    |     |    |   |    |         |       |        |

Hannover 96 war nach wenigen Spielen ausgeschieden und nur noch zu Privatspielen angetreten, nachdem der Verein die Zusage hatte, am Saisonende (wegen der Affäre um Holstein Kiel) kampflos wieder in die Oberliga Nord aufzusteigen. 

#### Entscheidungsspiel um Platz sechs
Die punktgleichen Mannschaften aus Limmer und Munster ermittelten in einem Entscheidungsspiel den Sechsten der Staffel Hannover-Heide, der sich nach den ursprünglichen Plänen für die Amateuroberliga Niedersachsen qualifizierte. Das Spiel fand am 3. Juli 1949 in Burgdorf statt. Durch die nachträgliche Aufstockung der Amateuroberliga wurde das Spiel bedeutungslos.
|                | Ergebnis |            |
| -------------- | -------- | ---------- |
| SV Limmer 1910 | 2:1      | SV Munster |

### Hildesheim
| Pl.               | Verein                  | Sp. | S  | U | N  | Tore    | Quote | Punkte |
| ----------------- | ----------------------- | --- | -- | - | -- | ------- | ----- | ------ |
| 1.                | SpVgg Hameln 07         | 20  | 16 | 1 | 3  | 077:160 | 4,81  | 33:70  |
| 2.                | TSG Osterode            | 20  | 13 | 3 | 4  | 062:290 | 2,14  | 29:11  |
| 3.                | SC Preußen Hameln       | 20  | 11 | 3 | 6  | 046:380 | 1,21  | 25:15  |
| 4.                | FC Grone (N)            | 20  | 10 | 4 | 6  | 041:370 | 1,11  | 24:16  |
| 5.                | TSV Algermissen         | 20  | 9  | 2 | 9  | 047:460 | 1,02  | 20:20  |
| 6.                | Tuspo Holzminden        | 20  | 8  | 2 | 10 | 049:560 | 0,88  | 18:22  |
| 7.                | FSV Sarstedt (N)        | 20  | 7  | 4 | 9  | 033:390 | 0,85  | 18:22  |
| 8.                | VfV Hildesheim          | 20  | 8  | 1 | 11 | 034:520 | 0,65  | 17:23  |
| 9.                | Sportfreunde Springe    | 20  | 6  | 4 | 10 | 032:500 | 0,64  | 16:24  |
| 10.               | SV Kreiensen 06 (N)     | 20  | 5  | 2 | 13 | 025:440 | 0,57  | 12:28  |
| 11.               | Borussia Hildesheim (N) | 20  | 4  | 0 | 16 | 028:670 | 0,42  | 08:32  |
| Stand: Saisonende |                         |     |    |   |    |         |       |        |

#### Entscheidungsspiel um Platz sechs
Die punktgleichen Mannschaften aus Sarstedt und Holzminden ermittelten in einem Entscheidungsspiel den Sechsten der Staffel Hildesheim, der sich nach den ursprünglichen Plänen für die Amateuroberliga Niedersachsen qualifizierte. Das Spiel fand am 3. Juli 1949 in Hannover im Stadion am Bischofsholer Damm statt. Durch die nachträgliche Aufstockung der Amateuroberliga wurde das Spiel bedeutungslos.
|              | Ergebnis |                  |
| ------------ | -------- | ---------------- |
| FSV Sarstedt | 1:5      | Tuspo Holzminden |

Durch die Fusion der beiden Hamelner Vereine wurde ein weiterer Platz in der Amateuroberliga frei, so dass auch der VfV Hildesheim nachrücken konnte.

### Weser-Ems
| Pl.               | Verein                   | Sp. | S  | U | N  | Tore    | Quote | Punkte |
| ----------------- | ------------------------ | --- | -- | - | -- | ------- | ----- | ------ |
| 1.                | VfB Oldenburg            | 24  | 17 | 6 | 1  | 097:300 | 3,23  | 40:80  |
| 2.                | Kickers Emden            | 24  | 15 | 5 | 4  | 063:270 | 2,33  | 35:13  |
| 3.                | TSR Wilhelmshaven        | 24  | 16 | 3 | 5  | 078:350 | 2,23  | 35:13  |
| 4.                | Eintracht Osnabrück      | 24  | 14 | 6 | 4  | 070:330 | 2,12  | 34:14  |
| 5.                | BV Cloppenburg (N)       | 24  | 13 | 2 | 9  | 076:490 | 1,55  | 28:20  |
| 6.                | Schinkel 04              | 24  | 11 | 4 | 9  | 048:500 | 0,96  | 26:22  |
| 7.                | TuS Haste 01             | 24  | 10 | 5 | 9  | 047:600 | 0,78  | 25:23  |
| 8.                | VfL Oldenburg            | 24  | 9  | 5 | 10 | 062:560 | 1,11  | 23:25  |
| 9.                | Raspo Osnabrück (N)      | 24  | 6  | 7 | 11 | 046:620 | 0,74  | 19:29  |
| 10.               | VfL Germania Leer        | 24  | 6  | 6 | 12 | 044:510 | 0,86  | 18:30  |
| 11.               | Frisia Loga              | 24  | 4  | 6 | 14 | 037:810 | 0,46  | 14:34  |
| 12.               | SV Meppen                | 24  | 3  | 2 | 19 | 031:850 | 0,36  | 08:40  |
| 13.               | Sportfreunde Larrelt (N) | 24  | 2  | 3 | 19 | 027:104 | 0,26  | 07:41  |
| Stand: Saisonende |                          |     |    |   |    |         |       |        |

Durch den Aufstieg des Lokalrivalen VfB in die Oberliga Nord wurde ein weiterer Platz in der Amateuroberliga frei, auf den kurz vor Toresschluss der VfL Oldenburg nachrückte. Bis dahin hatte der Verband vergeblich auf die Rückkehr von Eintracht Nordhorn nach Niedersachsen gehofft.

### Bremen
Laut dem DSFS hieß die Spielklasse Verbandsliga Bremen. Sie war de facto bereits von Niedersachsen unabhängig, doch spielten noch etliche Vereine aus dem Umland mit.
| Pl.               | Verein                   | Sp. | S  | U | N  | Tore    | Quote | Punkte |
| ----------------- | ------------------------ | --- | -- | - | -- | ------- | ----- | ------ |
| 1.                | SV Hemelingen            | 20  | 15 | 3 | 2  | 068:240 | 2,83  | 33:70  |
| 2.                | Roland Delmenhorst (N) 1 | 22  | 13 | 4 | 5  | 051:240 | 2,13  | 30:14  |
| 3.                | SSV Delmenhorst 1        | 22  | 10 | 6 | 6  | 071:410 | 1,73  | 26:18  |
| 4.                | Cuxhavener SV 1          | 22  | 10 | 5 | 7  | 061:410 | 1,49  | 25:19  |
| 5.                | Blumenthaler SV          | 22  | 11 | 3 | 8  | 052:420 | 1,24  | 25:19  |
| 6.                | TSV Grohn (N)            | 22  | 9  | 4 | 9  | 037:420 | 0,88  | 22:22  |
| 7.                | VfL Visselhövede 1       | 22  | 8  | 5 | 9  | 044:510 | 0,86  | 21:23  |
| 8.                | ATS Bremerhaven          | 22  | 10 | 0 | 12 | 047:500 | 0,94  | 20:24  |
| 9.                | TuRa Bremen              | 22  | 8  | 4 | 10 | 042:490 | 0,86  | 20:24  |
| 10.               | Hastedter TSV            | 22  | 8  | 4 | 10 | 036:450 | 0,80  | 20:24  |
| 11.               | VfB Komet Bremen         | 22  | 6  | 5 | 11 | 050:560 | 0,89  | 17:27  |
| 12.               | TSV Melchiorshausen (N)  | 22  | 2  | 1 | 19 | 032:126 | 0,25  | 05:39  |
| Stand: Saisonende |                          |     |    |   |    |         |       |        |

| (A) | Absteiger aus der Oberliga Nord 1947/48              |
| (N) | Aufsteiger aus der Bezirksliga Niedersachsen 1947/48 |

## Qualifikation zur Aufstiegsrunde zur Oberliga Nord
Die Meister der fünf Staffeln ermittelten im Ligasystem drei Teilnehmer an der Aufstiegsrunde zur Oberliga Nord.
| Pl. | Verein                | Sp. | S | U | N | Tore    | Quote | Punkte |
| --- | --------------------- | --- | - | - | - | ------- | ----- | ------ |
| 1.  | SV Linden 07          | 4   | 1 | 3 | 0 | 007:500 | 1,40  | 05:30  |
| 2.  | VfB Oldenburg         | 4   | 2 | 0 | 2 | 011:600 | 1,83  | 04:40  |
| 3.  | Rot-Weiß Braunschweig | 4   | 1 | 2 | 1 | 005:800 | 0,63  | 04:40  |
| 4.  | SV Hemelingen         | 4   | 1 | 2 | 1 | 004:800 | 0,50  | 04:40  |
| 5.  | SpVgg Preußen Hameln  | 4   | 1 | 1 | 2 | 004:400 | 1,00  | 03:50  |

Die punktgleichen Mannschaften aus Braunschweig, Hemelingen und Oldenburg mussten Entscheidungsspiele austragen. Das Spiel Braunschweig gegen Oldenburg wurde am 1. Juni 1949 in Osnabrück und das Spiel Hemelingen gegen Braunschweig am 4. Juni 1949 in Hannover ausgetragen. Nachdem Braunschweig beide Spiele verloren hatte, wurde die Runde abgebrochen. Oldenburg und Hemelingen nahmen an der Aufstiegsrunde teil.
|                       | Ergebnis |                       |
| --------------------- | -------- | --------------------- |
| Rot-Weiß Braunschweig | 0:2      | VfB Oldenburg         |
| SV Hemelingen         | 3:1      | Rot-Weiß Braunschweig |

| Pl. | Verein                | Sp. | S | U | N | Tore    | Quote | Punkte |
| --- | --------------------- | --- | - | - | - | ------- | ----- | ------ |
| 1.  | VfB Oldenburg         | 1   | 1 | 0 | 0 | 002:000 | ∞     | 02:0   |
| 2.  | SV Hemelingen         | 1   | 1 | 0 | 0 | 003:100 | 3,00  | 02:0   |
| 3.  | Rot-Weiß Braunschweig | 2   | 0 | 0 | 2 | 001:500 | 0,20  | 0:40   |

## Aufstiegsrunde zur Amateuroberliga Niedersachsen
Die Meister der neun Bezirke ermittelten im Ligasystem zwei Aufsteiger in die neue Amateuroberliga Niedersachsen.

### West
| Pl. | Verein             | Sp. | S | U | N | Tore    | Quote | Punkte |
| --- | ------------------ | --- | - | - | - | ------- | ----- | ------ |
| 1.  | Victoria Oldenburg | 8   | 5 | 2 | 1 | 019:800 | 2,38  | 12:40  |
| 2.  | TuS Aurich         | 8   | 5 | 2 | 1 | 020:120 | 1,67  | 12:40  |
| 3.  | TSV Neustadt/Rbge. | 8   | 5 | 0 | 3 | 023:160 | 1,44  | 10:60  |
| 4.  | BV Quakenbrück     | 8   | 1 | 1 | 6 | 011:210 | 0,52  | 03:13  |
| 5.  | Frisia Goldenstedt | 8   | 1 | 1 | 6 | 009:250 | 0,36  | 03:13  |

Die punktgleichen Mannschaften aus Oldenburg und Aurich ermittelten in einem Entscheidungsspiel den Aufsteiger. Das Spiel fand am 14. August 1949 in Werlte statt.
|                    | Ergebnis |            |
| ------------------ | -------- | ---------- |
| Victoria Oldenburg | 4:1      | TuS Aurich |

### Ost
Der TSV Gnarrenburg verpasste den Aufstieg in Niedersachsen, wechselte aber stattdessen in die Amateurliga Bremen 1949/50.
| Pl. | Verein          | Sp. | S | U | N | Tore    | Quote | Punkte |
| --- | --------------- | --- | - | - | - | ------- | ----- | ------ |
| 1.  | RSV Lehrte      | 6   | 3 | 3 | 0 | 020:110 | 1,82  | 09:30  |
| 2.  | TSV Bündheim    | 6   | 3 | 1 | 2 | 013:160 | 0,81  | 07:50  |
| 3.  | Einbecker SV 05 | 6   | 3 | 0 | 3 | 015:140 | 1,07  | 06:60  |
| 4.  | TSV Gnarrenburg | 6   | 0 | 2 | 4 | 011:180 | 0,61  | 02:10  |